# John D’Arcy
John Michael D’Arcy (ur. 18 sierpnia 1932 w Bostonie, zm. 3 lutego 2013 w Fort Wayne) – amerykański duchowny katolicki, biskup, ordynariusz Fort Wayne-South Bend w latach 1985-2009.

## Życiorys
Pochodził z rodziny irlandzkich imigrantów. Wstąpił do seminarium świętego Jana w Brighton, we wrześniu 1949 roku i został ordynowany do kapłaństwa w dniu 2 lutego 1957 roku. Od 1965 do 1968 roku, studiował na papieskim uniwersytecie świętego Tomasza z Akwinu w Rzymie, gdzie uzyskał doktorat z teologii. W latach 1968-1985 pełnił funkcję kierownika duchowego i profesora teologii w seminarium świętego Jana. W dniu 30 grudnia 1974 roku został mianowany biskupem pomocniczym w Bostonie i tytularnym biskupem Mediany przez papieża Pawła VI. Otrzymał sakrę biskupią w dniu 11 lutego 1975 roku. W latach 1985–2009 pełnił funkcję biskupa Fort Wayne - South Bend W grudniu 2012 roku zdiagnozowano u niego raka.